# Deux poèmes de Paul Verlaine
Deux poèmes de Paul Verlaine (W17) is een compositie van Igor Stravinsky voor bariton en piano, gecomponeerd in La Baule in Bretagne in 1910.
De tekst is van Paul Verlaine:
- Un grand sommeil noir
- La lune blanche

Het werk is opgedragen aan 'mijn broer Gury Stravinsky', maar deze overleed voordat hij het kon uitvoeren. De kritiek in Frankrijk op de liederen is nooit mals geweest, want de toonzettingen deden geen recht aan Verlaine vond men. De criticus Robert Siohan ging zo ver te stellen dat het het best was de liederen in de Russische vertaling te horen, vooropgesteld dat men de Russische taal niet machtig was.
Stravinsky heeft in 1953 een instrumentatie voor bariton geschreven; hij had de liederen al gedeeltelijk georkestreerd in La Baule in 1910 en er bestaat een manuscript van de orkestratie uit 1914 van Un grand sommeil noir.

## Oeuvre
Zie het Oeuvre van Igor Stravinsky voor een volledig overzicht van het werk van Stravinsky.

## Geselecteerde discografie
- 'Deux poèmes de Paul Verlaine' door Donald Gramm, bariton en het Columbia Symphony Orchestra o.l.v. Igor Stravinsky; Stravinsky Songs 1906-1953, CBS 72881, 1971 (in 1991 verschenen op cd in de 'Igor Stravinsky Edition' in het deel 'Opera and Songs', 2 cd's SM2K 46298)